# Соперницы (фильм, 1929)
- Не следует путать с фильмом Соперницы 1985 года

Соперницы — советский чёрно-белый немой художественно-этнографический фильм 1929 года. Считается первым фильмом, снятым в Удмуртии.

## Сюжет
Время НЭПа. Удмуртская деревня Улын Юри. Две девушки — дочка лавочника Италмас и активистка кооперативного движения Тутыгаш борются за любовь охотника Ядыгара. Одновременно идёт противостояние между богатым деревенским лавочником Шакмаевым и потребительским кооперативом за право торговли в деревне.

### Этнографическое содержание
Фильм представляет собой богатый историко-этнографический источник. В эпизодических ролях и в массовых сценах были заняты жители местных деревень.
Кадры фильма отражают и культуру удмуртов, ряд сюжетов посвящён обрядам, например, обряду «шайтан уллян» которым каждую весну из изб выгоняли чертей-шайтанов, и гнали их по улице до околицы деревни. Также показан обряд моления и жертвоприношения в семейно-родовом амбаре «куала», обряд «одевание невесты» и другие.

## Актёры
- Зана Занони — Италмас, дочь кулака
- Ольга Ленская — Тутыгиш, активистка
- Иван Арканов — Шакмаев, купец-кулак
- Глеб Кузнецов — Ядыгард, молодой охотник
- Владимир Уральский — Абрам, приказчик
- Н. Фурсов — знахарь Кый сынь (змеиный глаз)
- Константин Чугунов — отец Ядыгарда
- Александр Новиков — удмурт
- Александр Громов — старый Юбер, отец Тутыгаш, заведующий кооперативом
- Марк Местечкин — эпизод
- Софья Левитина — эпизод

## Съёмки
Фильм снят киностудией Межрабпомфильм совместно с Центросоюзом — высшим органом советской потребительской кооперации.
Съемки фильма начались летом 1927 года в удмуртской деревне Нижние Юри (удм. Улын Юри) Больше-Ккибьинской волости Можгинского уезда Вотской АО (ныне — Малопургинский район Удмуртии). Также съёмки велись в типичных удмуртских деревнях: Шудье, Шабердино, Завьялово, а «священная роща» была заснята у деревни Кулай-Норья.
Планировалось «удивить советского зрителя экзотической лентой на удмуртском материале» к десятилетию Великого Октября, но к осени съемки завершить не успели.
Кроме того, в ходе рассмотрения сценария и при просмотре отснятого материала в Совнацмене Наркомпроса, возник ряд замечаний, касающихся, по словам председателя Научного общества по изучению Вотского края (НОИВК) С. Т. Перевощикова — «неточностей, вкравшихся в сценарий по незнанию автором мелких деталей из вотского быта и обычаев».
Для более точного отражения в фильме реалий удмуртского быта и религиозных обрядов, осенью 1927 года С. Т. Перевощиковым была предпринята этнографическая экспедиция в д. Туташево Большекибьинской волости, материалы которой с замечаниями к сценарию фильма были опубликованы в 5-м выпуске «Трудов» Общества.
По этнографическим вопросам также съемочную группу консультировал этнограф и краевед М. И. Ильин
Летом 1928 года съемки были продолжены, отдельные фрагменты киноленты были пересняты с учётом замечаний, закончены съемки были в июле 1928 года.
Премьера фильма прошла 16 апреля 1929 года, с 8 мая 1929 года фильм демонстрировался в Ижевске в кинотеатре «Отдых» (находился на ул. Ленина, 5) вызвав живой интерес зрителей.
В конце 80-х годов киноплёнка с пятю из шести частей фильма была восстановлена на Казанской киностудии.